# Super Six World Boxing Classic
Super Six World Boxing Classic-turneringen var en bokseturnering, hvor der kæmpedess om WBA- og WBC titlerne i Super mellemvægt. 
Turneringen var organiseret af Showtime i samarbejde med Sauerland Event. 
De første kampe fandt sted den 17. oktober. Semifinalerne blev afholdt i maj-juni2011. Finalen stod mellem Andre Ward og Carl Froch, og blev afholdt 17. december 2011.

## Format
Turneringen består af tre indledende runder, hvor hver bokser vil bokse tre kampe.
En sejr på knockout giver 3 point, en sejr på point giver 2 point, en uafgjort kamp giver 1 point og en tabt kamp giver 0 point. I tilfælde af en diskvalifikation, vil den vindende bokser kun få 1 point. 
Efter de indledende runder vil de fire boksere med flest point avancere til semifinalerne, hvor nr. 1 møder nr. 4 og nr. 2 møder nr. 3.
Vinderen af semifinalerne vil gå videre til Super Sixfinalen, hvor vinderen samtidig kan kalde sig WBA- og WBC verdensmester i Super mellemvægt.
Hvis en af bokserne ikke er i stand til at fortsætte i konkurrencen, vil amerikaneren Allan Green som 1. reserve deltage i turneringen i den udgåendes boksers sted, hvor han vil fortsætte med den udgåendes boksers point. 

## Deltagere
- Arthur Abraham
- Andre Dirrell
- Carl Froch
- Mikkel Kessler – Trak sig fra turneringen pga. skade d. 25. august 2010[2]
- Jermain Taylor – Jermain Taylor har officielt sat sin karriere på standby, og reserven Allan Green har taget Taylors plads i turneringen.
- Andre Ward

Reserve:
- Allan Green

## Kampe

### Indledende runder
Tekst mangler, hjælp os med at skrive teksten

## Tabel
| P  | Bokser         | Kampe | Sejr | Nederlag | Uafgjort | K.O. | Point |
| -- | -------------- | ----- | ---- | -------- | -------- | ---- | ----- |
| 1  | Arthur Abraham | 2     | 1    | 1        | 0        | 1    | 3     |
| 2  | Andre Dirrell  | 2     | 1    | 1        | 0        | 0    | 2     |
| 2  | Carl Froch     | 2     | 1    | 1        | 0        | 0    | 2     |
| 2  | Andre Ward     | 1     | 1    | 0        | 0        | 0    | 2     |
| 2* | Mikkel Kessler | 2     | 1    | 1        | 0        | 0    | 2     |
| 6* | Allan Green    | 0     | 0    | 0        | 0        | 0    | 0     |
| 7* | Jermain Taylor | 1     | 0    | 1        | 0        | 0    | 0     |

*: Ude af turneringen

### Oversigt
| År                 | Dag          | Modstandere                    | Modstandere                    | Hvor                                       | Vinder                                                                                             |  |
| ------------------ | ------------ | ------------------------------ | ------------------------------ | ------------------------------------------ | -------------------------------------------------------------------------------------------------- |  |
| Indledende runde 1 |              |                                |                                |                                            | |  |
| 2009               | 17. oktober  | Arthur Abraham                 | Jermain Taylor                 | O₂ World, Berlin, Tyskland                 | Arthur Abraham på K.O. i 12. runde.                                                                |  |
| 2009               | 17. oktober  | Carl Froch                     | Andre Dirrell                  | Trent FM Arena, Nottingham, Storbritannien | Carl Froch på pointsejr med dommerstemmerne 2-1 (115:112, 115:112, 113:114)                        |  |
| 2009               | 21. november | Mikkel Kessler                 | Andre Ward                     | Oracle Arena, Oakland, USA                 | Andre Ward på pointsejr efter kampen blev stoppet grundet Kesslers øjenskade (93:97, 92:98, 92:98) |  |
| Indledende runde 2 |              |                                |                                |                                            | |  |
| 2010               | 27. marts    | Andre Dirrell                  | Arthur Abraham                 | Agua Caliente Casino, Californien, USA     | Andre Dirrell på diskvalifikation i 11. runde                                                      |  |
| 2010               | 24. april    | Mikkel Kessler                 | Carl Froch                     | Messecenter Herning, Herning, Danmark      | Mikkel Kessler på pointsejr med dommerstemmerne 3-0 (117:111, 116:112 og 115:113)                  |  |
| 2010               | 19. juni     | Allan Green                    | Andre Ward                     | Oracle Arena, Oakland, USA                 | Andre Ward på pointsejr med dommerstemmerne 3-0 (120:108, 120:108, 120:108)                        |  |
| Indledende runde 3 |              |                                |                                |                                            | |  |
| 2010               |              | Andre Dirrell                  | Andre Ward                     |                                            | |  |
| 2010               |              | Carl Froch                     | Arthur Abraham                 |                                            | |  |
| 2010               | Semifinaler  |                                |                                |                                            | |  |
|                    |              | Nr. 1 fra de indledende runder | Nr. 4 fra de indledende runder |                                            | |  |
|                    |              | Nr. 2 fra de indledende runder | Nr. 3 fra de indledende runder |                                            | |  |
| Finalen            |              |                                |                                |                                            | |  |
|                    |              | Vinder af semifinale 1         | Vinder af semifinale 2         |                                            | |  |

## Mikkel Kesslers kampe på TV
Viasat, YouSee og TDC havde i samarbejde, sikret sig rettighederne til at vise alle Mikkels Kesslers kampe ved Super Six World Boxing Classic. Kampene blev udbudt via Pay-per-view til både parabolkunder, kabelkunder og bredbåndskunder.

Alle Mikkel Kesslers kampe kostede 499 kr. pr. kamp at streame. 